# Raion de Khmilnik
Raion de Khmilnik (ucraïnès: Хмільницький район) és una de les 6 regions de l'oblast de Vinnitsia, situada al sud-oest d'Ucraïna. El centre administratiu del raion és la ciutat de Khmilnik.
Població: 180.732 (2022)
El 18 de juliol del 2020, com a part de la reforma administrativa d'Ucraïna, el nombre de raions de l'oblast de Vinnitsia es va reduir a sis i l'àrea de Khmilnik es va ampliar significativament.
L'estimació de gener del 2020 de la població del raion era de 34.576 (2020)